# Йенсен, Александер
Александер Йенсен (швед. Alexander Jensen; род. 24 августа 2001) — датский футболист, защитник шведской «Броммапойкарны».

## Клубная карьера
Начал заниматься футболом в «Мидтьюлланне», откуда затем присоединился к молодёжной команде «Вайле». В июне 2020 года дебютировал за основную команд в первом датском дивизионе в игре против «ХБ Кёге», выйдя на поле в середине второго тайма. Всего до конца сезона принял участие в двух встречах. Летом 2020 года перешёл в «Фредерисию». Первую игру за новый клуб провёл 20 сентября в гостевом поединке с «Хобро». В общей сложности за два с половиной года, проведённых в команде, Йенсен принял участие в 83 матчах, в которых забил четыре гола.
25 января 2023 года перешёл в шведскую «Броммапойкарну», с которой подписал контракт, рассчитанный на три года. 20 февраля провёл первую игру за новый клуб в матче группового этапа кубка Швеции с «Эребру», выйдя на поле в стартовом составе. 1 апреля 2023 года дебютировал в чемпионате Швеции в матче с «Юргорденом».

## Клубная статистика
| Выступление      | Выступление      | Выступление      | Лига | Лига | Кубки | Кубки | Конт. кубки | Конт. кубки | Итого | Итого |
| Клуб             | Лига             | Сезон            | Игры | Голы | Игры  | Голы  | Игры        | Голы        | Игры  | Голы  |
| ---------------- | ---------------- | ---------------- | ---- | ---- | ----- | ----- | ----------- | ----------- | ----- | ----- |
| Вайле            | 1-й дивизион     | 2019/20          | 2    | 0    | 0     | 0     | 0           | 0           | 2     | 0     |
| Вайле            | Итого            | Итого            | 2    | 0    | 0     | 0     | 0           | 0           | 2     | 0     |
| Фредерисия       | 1-й дивизион     | 2020/21          | 29   | 0    | 0     | 0     | 0           | 0           | 29    | 0     |
| Фредерисия       | 1-й дивизион     | 2021/22          | 32   | 2    | 4     | 1     | 0           | 0           | 36    | 3     |
| Фредерисия       | 1-й дивизион     | 2022/23          | 16   | 1    | 2     | 0     | 0           | 0           | 18    | 1     |
| Фредерисия       | Итого            | Итого            | 77   | 3    | 6     | 1     | 0           | 0           | 83    | 4     |
| Броммапойкарна   | Алльсвенскан     | 2023             | 8    | 1    | 3     | 0     | 0           | 0           | 11    | 1     |
| Броммапойкарна   | Итого            | Итого            | 8    | 1    | 3     | 0     | 0           | 0           | 11    | 1     |
| Всего за карьеру | Всего за карьеру | Всего за карьеру | 87   | 4    | 9     | 1     | 0           | 0           | 96    | 5     |